# Uzovská Panica
Uzovská Panica é um município da Eslováquia, situado no distrito de Rimavská Sobota, na região de Banská Bystrica. Tem 20,86 km² de área e sua população em 2018 foi estimada em 824 habitantes.

## Demografia
| Ano:        | 1994 | 2004    | 2014   | 2024    |
| ----------- | ---- | ------- | ------ | ------- |
| Broj ljudi: | 599  | 694     | 750    | 835     |
| Razlika:    |      | +15,85% | +8,06% | +11,33% |

| Ano:               | 2023 | 2024   |
| ------------------ | ---- | ------ |
| Número de pessoas: | 826  | 835    |
| Diferença:         |      | +1,08% |